# Marek Jungr
Marek Jungr (* 11. dubna, 1987 ve Strakonicích) je bývalý český fotbalový záložník. Naposled byl hráčem FC Vysočina Jihlava.

## Klubová kariéra
S fotbalem začínal ve Velké Dobré u Kladna, do kterého přestoupil v devíti letech. V roce 2001 odchází do Bohemians. Zde si ho vyhlédla Sparta, ve které působí od roku 2003. V roce 2006 ho trenér Stanislav Griga vytáhl do prvního mužstva. V únoru 2007 odešel na hostování do Příbrami a v létě 2007 na hostování do Českých Budějovic. Po svém návratu do pražské Sparty nastupoval za B-tým, se kterým jako kapitán vybojoval na jaře 2008 postup do II. ligy. Na začátku roku 2009 přestoupil do Bohemians 1905. Poté zamířil do druholigové Vlašimi. Od února 2011 se opět objevuje v lize, a to v dresu Teplic. V týmu se ale příliš neprosazuje a v září 2011 je poslán na hostování do Jihlavy. Před sezonou 2013/2014 do týmu natrvalo přestoupil. Již ve 22 letech se ženil. V současnosti má dvě děti.

## Reprezentace
V mládí prošel reprezentačními výběry do 17, 18, 19 a 20 let. V roce 2006 se zúčastnil mistrovství Evropy hráčů do 19 let v Polsku, odkud si přivezl bronzovou medaili.